# 伊斯哈克伯克·穆努诺夫

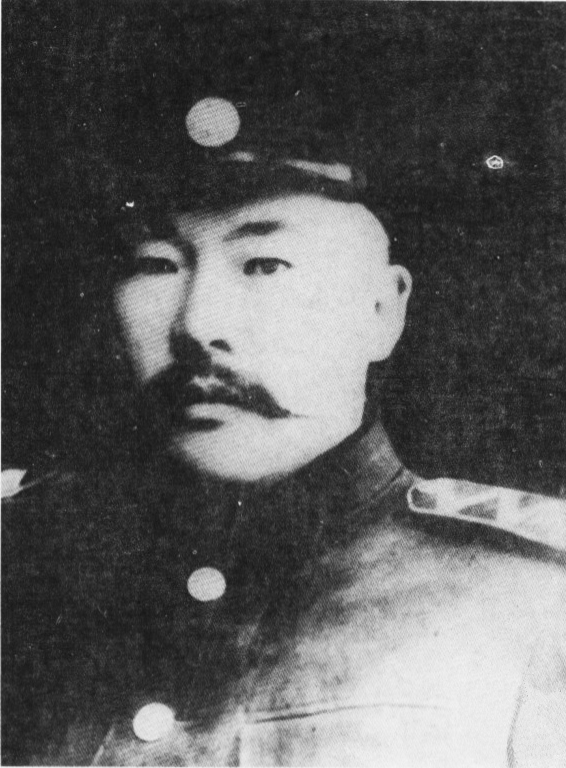
伊斯哈克伯克·穆努诺夫

伊斯哈克伯克·穆努诺夫（柯尔克孜语：‎，Isakbek Mononov；1902年—1949年8月27日），又译作“伊斯阿克江”，“伊斯哈克江”，柯尔克孜族，新疆乌恰人，東突厥斯坦共和國独立(在中共和中华民国史料中分别称之为三区革命或伊宁事变)领导人、军事家，东突厥斯坦国民军总指挥。

## 生平

### 早年生涯
伊斯哈克伯克生于新疆乌恰县吉根乡斯木哈纳村一个贫苦的牧民家庭。幼年曾在经文学校学习。他自幼勤学，年少时曾经随父亲赴俄国中亚地区经商。1918年16岁时，由于见多识广，忠厚老实，被伊曼达尔部落推选为伯克，负责管理部落事务。
1925年，新疆政府在乌恰县斯木哈纳、托云等地建立边卡队，伊斯哈克伯克替其父亲加入边卡队。1928年，他和马提·夏布坦等青年赴苏联伏龙芝学习。归国后，经马提·夏布坦推荐，担任边卡队文书。1933年随其帕克哈孜（柯尔克孜族人）赴喀什，被任命为排长。1933年11月，英国支持的沙比提大毛拉在喀什建立的东突厥斯坦伊斯兰共和国，其帕克哈孜任副总理。
1934年2月，东突厥斯坦伊斯兰共和国失败后，沙比提大毛拉等人逃离喀什，国防部长乌拉孜伯克（柯尔克孜族人）则率领部分残兵逃往乌恰山中，成为土匪，掳掠百姓。伊斯哈克伯克力图争取其帕克哈孜一同对付乌拉孜伯克，但遭其帕克哈孜拒绝，其帕克哈孜还试图派人杀害伊斯哈克伯克。一天深夜，伊斯哈克伯克率30多人突袭其帕克哈孜的营地，消灭了其帕克哈孜所部。除了其帕克哈孜及少数亲信逃走，其他人员全都投降。伊斯哈克伯克同盛世才的新疆政府合作，在盛世才支持下围剿各匪帮。1934年，他率部队奇袭其帕克哈孜所部，生擒并枪决了其帕克哈孜。

### 盛世才部下
1935年初，伊斯哈克伯克被任命为盛世才军队的团长，组建了第一团，进驻喀什，负责维持南疆地区的治安。很快他又招募2000余新兵，组建了第二团。因部队扩编，他升任旅长。在苏联顾问指导下，他为部队制定了十分严格的纪律，还编写了《拿起武器》当作军歌。他的部队以政治素质高、战斗力强著称，有力维护了南疆的安定，很快就消灭了乌拉孜伯克匪帮。
在南疆形势大致安定后，盛世才害怕伊斯哈克伯克的势力过大，便通过“新疆陆军点编委员会”下令解散了伊斯哈克伯克旅，任命他担任乌恰设治局局长。任内，他将辖境内的100余户贫苦牧民集中到黑孜苇地区，为他们无偿提供了生产工具、土地、住房，并将牛羊分给极端贫苦的牧民，发动他们开荒生产。他发动柯文会创建了多所可供牧民子弟寄宿的学校，使276个贫苦牧民子弟免费寄宿入学。他还反复向新疆政府提出要求兴建公路，获政府同意后，他率领民众建成了喀什到艾尔克西塔木（今伊尔克什坦）全长260公里的公路，后来又迅速建成喀什至托云、吐尔尕特的公路。他还积极有效地扑灭瘟疫。1937年，麻木提、马虎山先后在和田、喀什发动叛乱，南疆陷入混乱。盛世才遂再度起用伊斯哈克伯克，重建伊斯哈克伯克旅，配合苏联派来的军队平息了马虎山、麻木提的叛乱，将叛军彻底消灭。
南疆重新安定后，盛世才清除军政界异己。盛世才几次电召伊斯哈克伯克去迪化。伊斯哈克伯克明白盛世才的企图，拒绝赴迪化。1940年，盛世才下令解除了伊斯哈克伯克的旅长一职，将其调往伊犁任哈萨克柯尔克孜文化促进会会长，并派特务暗中监视。到伊犁任职后，他对该文化促进会进行了整顿，并用文化促进会的名义组织各个县的民间歌手——阿肯、“玛纳斯奇”演出。

### 三区革命
1942年初，得知盛世才要对自己下毒手后，他带4岁的儿子离开新疆赴苏联。盛世才随即派人将其家眷关押入迪化监狱。他7岁的儿子吐尔逊在狱中病死，妻子古里尼被盛世才的手下霸占。在苏联支持下，伊斯哈克伯克召集了逃到苏联的200余人，编成两个大队，开展政治及军事训练，为反攻做准备。
1943年，他秘密潜返南疆，在蒲犁县（今塔什库尔干塔吉克自治县）一带组织民众开展反对盛世才的武装斗争。1944年6月，他在蒲犁县组织武装起义。1944年8月，苏联侨民帕提赫·莫斯里莫夫组织巩哈游击队，发动“巩哈暴动”。1944年9月，伊斯哈克伯克在苏联境内筹建“蒲犁解放组织”和蒲犁游击队。命努尔阿吉等人率蒲犁游击队从苏联越境攻打蒲犁县。1944年10月初，伊斯哈克伯克在苏联会见了巩哈游击队负责人帕提赫，两人决定在巩哈发动起义。同年10月5日，巩哈游击队和民众共1600余人在乌拉斯台山起义，分为三路进攻巩哈县城。经过27小时的战斗，守军投降，巩哈县城被起义军占领。11月16日，伊斯哈克伯克率领一个营的骑兵抵达伊宁，参加了围攻艾林巴克等国军据点的战斗，并取胜。
1945年4月8日，三区民族军成立，伊斯哈克伯克任第一骑兵旅旅长，授少将军衔。民族军开始三线出击，以中线为重点，进攻乌苏、精河，伊斯哈克伯克与总指挥波利诺夫等人制定了中线作战计划，决定伊斯哈克伯克直接负责指挥精河战役。9月3日凌晨，伊斯哈克伯克率民族军攻击，迅速攻克永集湖。9月7日，民族军经过多天苦战，攻克八家户。精河的国军守军十分惊慌，伊斯哈克伯克遂集中兵力对精河发起总攻，全歼守军，俘虏国军军官3000多人，缴获枪炮不计其数，取得了精河－乌苏战役的胜利。随后，三区方面的东突厥斯坦共和国临时政府任命他为南线总指挥，率民族军赴蒲犁开展游击战。1945年9月中旬，游击队进攻蒲犁的国军，占领蒲犁。1945年10月8日，临时政府表彰伊斯哈克伯克“不仅是革命的热心参加者，而且是天才的指挥者，表现了令人敬叹的勇敢。”1945年10月14日，伊斯哈克伯克获临时政府授予中将军衔。不久，他接替波利诺夫担任民族军总指挥，成为“三区”的最高军事长官。
1945年10月14日，国民政府代表张治中到达新疆。“三区”方面代表同国民政府代表展开和谈。1946年6月，双方签署《和平条款》。6月中旬，苏联撤走了在“三区”方面的大批苏联人，其中包括民族军总指挥波利诺夫。伊斯哈克伯克取代苏联将军波利诺夫任民族军总指挥。1946年6月27日，东突厥斯坦共和国临时政府解散，改组为伊犁专区参议会。1946年7月1日，新疆省成立新疆省联合政府，伊斯哈克伯克任政府委员兼保安司令部副司令。
1948年8月1日，伊宁成立新疆保卫和平民主同盟，他出任中央委员、组织委员会委员。
1949年8月15日，中共中央派出的邓力群等人一行从霍尔果斯口岸到达伊宁。苏联驻伊犁副总领事安排邓力群和三个报务员住到民族军司令员伊斯哈克伯克家。自此，邓力群开始作为中共中央联络员在新疆活动。
1949年8月27日，赴北平参加中国人民政治协商会议第一届全体会议的新疆代表团乘坐的飞机在苏联发生扎巴依喀勒山空难，包括代表团团长阿合买提江·哈斯木，团员阿不都克里木·阿巴索夫、伊斯哈克伯克·穆努诺夫、达列力汗·苏古尔巴也夫、罗志等5人在内的机上17人全体遇难。伊斯哈克伯克享年47岁。

## 家庭
- 弟弟：吾买尔勒·穆努诺夫[9]
- 妻：古里尼
- 妻：阿依夏。1954年，鉴于亲属都在国外，乃偕孩子迁居苏联吉尔吉斯斯坦比什凯克。
- 子：艾斯海提·穆努诺夫（？-2014年6月）[10][11]

## 延伸阅读
- 李世勋 著、刘艺中 绘，伊斯哈克伯克·穆努诺夫（新疆历史画丛），新疆人民出版社，2008年